# Споменик Револуцији у Врању
Споменик Револуцији у Врању је откривен 7. септембра 1985. године. Откривен је симболично на 41. годишњицу ослобођења Врања у Другом светском рату. Аутор овог споменика је београдски вајар Анте Гржетић. Споменик је направљен од бронзе у кубистичком стилу и налази се између се налази испред Педагошког факултета Универзитета у Нишу и Дома културе. Подигнут је у спомен 954 погунула Врањанца. Овај споменик чине жена и дете на једном, а мушкарац на другом коњу, како уздигнуте главе јашу коње. Овим се симболизује масовни одлазак Врањанаца у Партизане. Споменик је усмерен на исток, што симболизује победу. Споменик је открио Никола Љубичић.